# جوایز گرمی
جوایز گرمی (انگلیسی: Grammy Awards) به‌وسیلهٔ آکادمی ملی علوم و هنرهای ضبط برای شناسایی دستاوردهای صنعت موسیقی ارائه می‌شود. نشان جایزه، یک گرامافون طلاکاری‌شده‌است. مراسم سالانه اهدای جوایز با اجرای هنرمندان برجسته و اهداء جوایزی که محبوبیت بیشتری دارند، همراه است. از بین سه مراسم بزرگ موسیقی جهان، گرمی بزرگ‌ترین آن‌ها است. گرمی به همراه جوایز اسکار (برای دستاوردهای سینمایی)، جوایز امی (برای دستاوردهای تلویزیونی) و جوایز تونی (برای دستاوردهای تئاتر و برادوی) یکی از چهار جایزه اصلی سالانه سرگرمی آمریکا محسوب می‌شود.
نخستین مراسم گرمی در ۴ مه ۱۹۵۹ برگزار شد. پس از مراسم سال ۲۰۱۱ آکادمی به بازنگری و بازسازی بسیاری از دسته‌بندی‌های جوایز پرداخت.

## پیشینه
در دهه ۱۹۵۰ کمیته‌ای که به دنبال پیدا کردن افراد شایسته برای حضور در فهرست پیاده‌روی مشاهیر هالیوود بودند دریافتند که بسیاری از موسیقی‌دان‌های برجسته، ستاره‌ای در بلوار هالیوود ندارند.
از آنجا که توماس ادیسون با اختراع فونوگراف (نسخه اولیه گرامافون)، تاثیر بسیار چشمگیری در رشد صنعت موسیقی داشت در آغاز قرار بود نام جایزه، «اِدی» باشد. اما مسئولان کمیته، نامه‌های زیادی از مردم دریافت کردند که خواهان نام «گرمی» بودند. جایزه گرمی که به رسم یادبود به برندگان و منتخبین حوزه موسیقی اهدا می‌شود، تندیس طلایی دست‌ساز به شکل یک گرامافون است که توسط بیلینگز آرت ورکز ساخته شده‌است.
تا سال ۲۰۰۶ برخلاف سایر جوایز، دوره اهدای جوایز گرمی در تاریخ ۱ اکتبر آغاز شده و آلبوم‌ها و ترانه‌های انتخاب شده برای شرکت در گرمی سال بعد انتخاب می‌شوند. برای نمونه آلبوم Double Fantasy از جان لنون و یوکو آنو در ۱۷ نوامبر ۱۹۸۰ ساخته شد و ۱۶ روز دیرتر از جوایز گرمی سال ۱۹۸۱ ساخته شد؛ برای همین در جوایز گرمی سال ۱۹۸۲ نامزد شد و از قضا جایزه گرمی بهترین آلبوم سال را از آن خود کرد. این تاریخ چند ماه زودتر از تقویم جوایز اسکار بود و نتایج جالبی هم داشت. برای نمونه فیلم ری در سال ۲۰۰۵ برنده جایزه اسکار بهترین صداگذاری و همچنین برنده جایزه گرمی رده ۸۰ و رده ۸۱ (بهترین موسیقی متن فیلم) سال ۲۰۰۶ شد.

## گزینش
هر کدام از اعضای آکادمی ملی علوم و هنرهای ضبط نامزدهای خود را به صورت آنلاین انتخاب می‌کنند. پس از آن ۱۵۰ نفر از کارشناسان ضبط موسیقی، نامزدهای هر بخش را از میان این افراد برمی‌گزینند. سپس نام افرادی که در فهرست نهایی قرار گرفتند برای رای‌گیری در اختیار اعضا قرار می‌گیرد. هر نامزد می‌تواند در ۴ بخش اصلی و حداکثر ۹ تا از ۳۰ بخش دیگر رقابت کند. پنج نفری که در هر بخش بیشترین رای را گرفتند در فهرست نهایی نامزدها قرار می‌گیرند. توجه شود که در برخی بخش‌ها کمیته برگزارکننده یک بار دیگر نامزدها را بازبینی می‌کند. پس از مشخص شدن فهرست نهایی، آخرین رای‌گیری از اعضای آکادمی انجام می‌شود. هر عضو آکادمی‌ می‌تواند در ۴ بخش اصلی و حداکثر ۹ بخش از ۳۰ بخش دیگر رای دهد. معمولا از اعضای آکادمی خواسته می‌شود که در زمینه تخصصی خودشان رای دهند. اما این کار، اجباری نیست. پس از این مرحله، برنده هر بخش جایزه خود را در مراسم گرمی دریافت می‌کند.
جوایز دیگری مانند جایزه بهترین موسیقی کانتری (از ۱۹۶۵)، جایزه بهترین موسیقی راک (از ۱۹۹۲) و جایزه بهترین موسیقی رپ (از ۲۰۰۴) نیز اهدا می‌شوند.

## رده‌ها
مراسم جایزهٔ گرمی دارای «چهار جایزهٔ اصلی» است که سبک‌بندی نشده‌اند:
- جایزه گرمی آلبوم سال (Album): به خواننده و تهیه‌کننده یک آلبوم اهدا می‌شود.
- جایزه گرمی ضبط سال (Record): به خواننده و تهیه‌کنندهٔ یک آهنگ اهدا می‌شود.
- جایزه گرمی ترانه سال (Song): به ترانه‌سرا و آهنگ‌ساز یک آهنگ اهدا می‌شود.
- بهترین هنرمند جدید (New Artist): به بهترین هنرمندی که برای نخستین بار در صنعت موسیقی اثری از خود به صورت رسمی منتشر می‌کند تعلق می‌گیرد.

### جایزه‌های ویژه
این مراسم دارای ۶ جایزهٔ ویژه است:
- جایزهٔ اسطوره: به هنرمند زنده‌ای که دارای تأثیر و نفوذ قابل توجه بر صنعت موسیقی باشد اهدا می‌شود.
- یک عمر دستاورد هنری: به هنرمندی که در طول عمر هنری خود، دستاوردهای قابل توجهی داشته‌است.
- جایزهٔ امنا
- جایزه تالار مشاهیر گرمی
- جایزه فنی گرمی
- MusiCares Person of the Year

جایزه بهترین آهنگ برای تغییر اجتماعی، جایزه‌ای است که از سال ۲۰۲۳ اهدا می‌شود. ترانه‌هایی می‌توانند در این بخش نامزد شوند که به یک موضوع اجتماعی در آن زمان می‌پردازند و تفاهم، صلح و همدلی را ترویج کنند. برنده این جایزه، نه با رای اعضای آکادمی، بلکه با رای مردم تعیین می‌شود.

## رکوردها
- نوشتار اصلی: رکوردهای جایزه گرمی

برای ۲۲ سال مراسم گرمی توسط گئورگ شولتی، رهبر ارکستر سمفونی شیکاگو اجرا شد. خود او برنده ۳۱ جایزه گرمی بود و تا پیش از مرگ در سال ۱۹۹۷، ۷۴ بار نامزد شده بود.
پت متنی و گروهش جمعاً ۱۷ جایزه گرمی را از آن خود کردند که شامل هفت جایزه متوالی برای هفت آلبوم متوالی بوده‌است. رکورد متنی تا سال ۲۰۰۵ برای برنده شدن جایزه گرمی در رده‌های متفاوت نگه داشته شد:
1. بهترین اجرای جاز فیوژن (۱۹۸۳، ۱۹۸۴، ۱۹۸۵، ۱۹۸۸، ۱۹۹۰)
2. بهترین قطعه سازی (۱۹۹۱)
3. بهترین اجرای زنده جاز/آلبوم (۱۹۹۳، ۱۹۹۴، ۱۹۹۶، ۱۹۹۹، ۲۰۰۳، ۲۰۰۵)
4. بهترین اجرای ساز جاز، انفرادی یا گروهی (۱۹۹۸، ۲۰۰۰)
5. بهترین اجرای ساز راک (۱۹۹۹)
6. بهترین ساز جاز انفرادی (۲۰۰۱)

هال بلین برنده شش جایزه متوالی بود که به عنوان رکورد سال مشخص شد:
1. ۱۹۶۶ Herb Alpert & the Tijuana Brass - "A Taste of Honey»
2. ۱۹۶۷ Frank Sinatra - "Strangers in the Night»
3. ۱۹۶۸ 5th Dimension - "Up, Up and Away»
4. ۱۹۶۹ Simon & Garfunkel - "Mrs. Robinson»
5. ۱۹۷۰ 5th Dimension - "Aquarius/Let the Sunshine In»
6. ۱۹۷۱ Simon & Garfunkel - "Bridge Over Troubled Water»

الیسون کراوس برنده ۲۰ جایزه گرمی بود که بیشتر از هر خواننده زن و کانتری دیگر است. وی تاکنون همواره در رده هفتم فهرست برندگان بوده‌است.
هنرمند موتاون، استیوی واندر برنده ۲۴ جایزه بوده که ۱۲تای آنرا در دهه ۱۹۷۰ برده‌است. ۳ جایزه آن‌ها هم برای آلبوم سال برای سه آلبوم متوالی وی بودند.
رهبر افسانه‌ای اپرا لئونتین پرایس برنده ۱۸ جایزه بوده‌است.
خواننده سول و R&B آریتا فرانکلین کلاً ۱۸ جایزه برد که ۱۱تای آن‌ها مربوط به بهترین اجرای وکال R&B زن بودند و ۸تای آن‌ها به صورت متوالی (۸ جایزه اول گرمی) بود:
1. ۱۹۶۸ - "Respect"
2. ۱۹۶۹ - «Chain of Fools»
3. ۱۹۷۰ - «Share Your Love With Me»
4. ۱۹۷۱ - «Don't Play That Song»
5. ۱۹۷۲ - «Bridge Over Troubled Water»
6. ۱۹۷۳ - Young, Gifted, and Black
7. ۱۹۷۴ - «Master of Eyes»
8. ۱۹۷۵ - «Ain't Nothing Like The Real Thing»
9. ۱۹۸۲ - «Hold On, I'm Comin'»
10. ۱۹۸۶ - «Freeway of Love»
11. ۱۹۸۸ - Aretha

کریستوفر کراس تنها خواننده‌ای بود که «چهار جایزه بزرگ» ضبط سال، آلبوم سال، ترانه سال و بهترین هنرمند جدید را در یک شب از آن خود کرد. همچنین نورا جونز هم جایزه ضبط سال، آلبوم سال، و بهترین هنرمند جدید را برنده شد و در آن سال نوازندهٔ گیتار او، جس هریس برنده ترانه سال برای Don't Know Why شد. علی‌رغم اینکه نورا جونز آن ترانه را خوانده بود برنده آن نشد، زیرا آن جایزه ترانه‌ساز است.
بلا فلک بیشتر از همه خوانندگان دیگر نامزد جایزه‌های گرمی در رده‌های مختلف یعنی کانتری، پاپ، جاز، بلوگراس، کلاسیک و سخنرانی، و تصنیف و اقتباس شده‌است.
کریستینا آگیلرا جوان‌ترین فرد برنده جوایز است. در سال ۲۰۰۰ و در ۱۹ سالگی برنده جایزه گرمی بهترین هنرمند جدید شد. او تاکنون برنده سه جایزه گرمی بوده‌است.
جس استون در ۱۷ سالگی جوان‌ترین فرد نامزد شده جوایز بوده‌است. در سال ۲۰۰۵ نامزد جایزه گرمی بهترین هنرمند جدید، بهترین اجرای پاپ وکال زن و بهترین آلبوم پاپ وکال شد. ولی در هیچ‌کدام برنده نشد.
یوتو بیش از هر گروه راک دیگر برنده جایزه گرمی شده است. آن‌ها تا امروز برنده ۲۲ جایزه شده‌اند. آن‌ها دو بار برنده بهترین آلبوم سال، دو بار برنده بهترین ضبط سال، دو بار بهترین ترانهٔ سال و دو بار بهترین آلبوم راک سال شدند.

## مکان‌های اجرا و میزبانی
- ۱۹۵۹ تا ۱۹۷۲: The Ambassador Hotel، لس آنجلس
- ۱۹۷۳ تا ۱۹۷۷: Grand Ole Opry، نشویل
- ۱۹۷۸ تا ۱۹۸۰: Shrine Auditorium، لس آنجلس
- ۱۹۸۱: Radio City Music Hall، نیویورک
- ۱۹۸۲ تا ۱۹۸۳: Shrine Auditorium، لس آنجلس
- ۱۹۸۴: Radio City Music Hall، نیویورک
- ۱۹۸۵ تا ۱۹۸۷: Shrine Auditorium، لس آنجلس
- ۱۹۸۸ تا ۱۹۸۹: Radio City Music Hall، نیویورک
- ۱۹۹۰: Shrine Auditorium، لس آنجلس
- ۱۹۹۱ تا ۱۹۹۲: Radio City Music Hall، نیویورک
- ۱۹۹۳: Shrine Auditorium، لس آنجلس
- ۱۹۹۴: Radio City Music Hall، نیویورک
- ۱۹۹۵ تا ۱۹۹۶: Shrine Auditorium، لس آنجلس
- ۱۹۹۷: مدیسن اسکوئر گاردن، نیویورک
- ۱۹۹۸: Radio City Music Hall، نیویورک
- ۱۹۹۹: Shrine Auditorium، لس آنجلس
- ۲۰۰۰ تا ۲۰۰۲: استیپلز سنتر، لس آنجلس
- ۲۰۰۳: مدیسن اسکوئر گاردن، نیویورک
- ۲۰۰۴ تا ۲۰۱۷: استیپلز سنتر، لس آنجلس
- ۲۰۱۸: مدیسن اسکوئر گاردن، نیویورک
- ۲۰۱۹ تا کنون: استیپلز سنتر، لس آنجلس

## هنرمندان ایرانی
• صهبا مطلبی نوازندهٔ تار و آهنگساز ایرانی است. او در سال ۲۰۲۳ به همراه گروه الجا (Elja Ensemble) در “شصتمین دورهٔ جوایز گرمی موفق به دریافت جایزه گرمی برای بهترین آلبوم جَز لاتین|جایزهٔ بهترین آلبوم موسیقی جَز لاتین شد.
- محمدرضا شجریان در طول فعالیت‌های هنری خود دوبار نامزد دریافت جایزه موسیقی گرمی شد. نخستین بار در سال ۲۰۰۳ برای آلبوم "بی تو بسر نمی‌شود" و بار دوم در سال ۲۰۰۵ برای آلبوم "فریاد" بود که هیچ‌کدام از این دو اثر موفق به دریافت جایزه نشدند.
- کیهان کلهر نوازنده ایرانی نخستین ایرانی است که در فهرست جایزه گرمی قرار می‌گیرد. او پیش از آن نیز چهار بار نامزد جایزه گرمی بوده‌است.
- شروین حاجی‌پور خواننده و ترانه‌سرا ایرانی برای تک آهنگ "برای" برنده جایزه گرمی تغییر اجتماعی (Song for social change) سال ۲۰۲۳ شد.[۴][۵]